# 경제발전
경제발전은 공공 분야의 경제 연구에서, 경제와 사회 개발은 국가, 지역, 지역 사회, 개인의 경제적 행복과 삶의 질이 목표에 따라 향상되는 과정이다.
그 용어는 20세기에서 21세기까지 많이 사용되었지만, 그 개념은 서양에서 더 오래 사용되었다. '근대화'와 '서구화', 특히 '산업화'는 경제 개발에 대해 논의할 때 자주 사용되는 용어들이다.
경제 개발은 사람들의 복지를 발전시키기 위한 정책 개입인 반면, 경제 성장은 시장 생산성과 GDP 증가에 관한 현상이다. 경제학자 아마르티아 센은 경제 성장을 "경제 개발의 과정 중 한 측면"으로 묘사한다. 경제학자들은 일반적으로 성장 측면과 경제 전반에 집중하지만, 반면에 지역 경제 개발을 연구하는 사람들은 사회 경제적 개발에도 관심을 가진다.
McGill 대학, 런던 경제 대학, 국제 사회 연구 협회, Balsillie 국제 관계 학교 및 Norman Paterson 국제 관계 학교 등 많은 고등 교육 기관은 연구 분야로서 경제 개발을 제공한다.

## 정의 및 용어
참조 : 선진국 및 개발 도상국

경제 개발의 정확한 정의는 논란의 여지가 있다. 20세기의 경제학자들은 주로 경제 개발을 경제 성장의 관점에서 보았으나 사회학자들은 더 넓은 변화 과정과 현대화를 강조했다. 개발과 도시에 대해 연구하는 학자인 Karl Seidman은 경제 개발을 "향상되고 광범위하게 공유되는 경제적 복지와, 공동체 또는 지역에서의 삶의 질 향상을 만들어내기 위해 물리적, 인적, 재정적, 사회적 자산을 생성하고 활용하는 과정"이라고 요약한다. Daphne Greenwood와 Richard Holt는 "공동체 속 개인들의 전반적인 생활 수준의 광범위하고 지속 가능한 발전"이라는 점에서 경제 성장으로부터 경제 개발을 구분한다. 그리고 삶의 질 향상과 필연적인 관련이 없는 1인당 소득 같은 성장 척도를 측정한다. 경제 개발은 더 넓은 개념이고 더 질적인 차원이다. 경제 개발은 사람들의 삶의 질(건강, 교육 등)을 결정하는 특정 중요한 변수들의 점진적인 변화와 경제 성장의 합을 의미한다. 아이오와 대학의 국제 금융 및 개발 센터는 이렇게 말한다.
'경제 발전' 은 20세기에 실무자, 경제학자, 정치인 등이 자주 사용한 용어이다. 하지만 그 개념은 수 세기 동안 서구에 존재해왔다. 근대화, 서구화, 특히 산업화는 사람들이 경제 발전을 설명할 때 사용한 용어이다. 경제 개발은 환경과 직접적인 관련이 있다.
개념의 기원은 확실하지 않지만, 몇몇 학자들은 그 개발이 자본주의의 진화, 그리고 봉건주의의 종말과 밀접하게 관련이 있다고 주장한다. 다른 사람들은 그것을 탈식민지 국가에 연결한다.
또한 Mansell과 Wehn은 경제 개발이 경제 성장을 포함하여 제 2차 세계대전 이후의 비전문직들로 이해되었고, 즉, 1인당 소득의 증가와 선진국과 동등한 생활 수준의 달성을 의미한다고 했다. 경제 개발은 또한 특정 시점의 경제 상태를 문서화하는 정적 이론으로 간주될 수 있다. Schumpeter and Backhaus (2003)에 따르면, 또한 경제 이론 문서에서 평형 상태의 변화는 외부에서 오는 개입 요인으로부터 발생한다고 말한다.

## 역사
경제 개발은 미국이 시작한 전후 재건 기간에 시작되었다. 1949년, 해리 트루먼은 그의 취임 연설 중 서부의 우선 순위를 미개발 지역의 개발로 정의하였다.
“절반 이상의 전 세계 사람이 처참한 환경에서 살고 있습니다. 그들의 식량은 불충분하고, 그들은 질병의 희생양들입니다. 그들의 경제 생활은 원시적이고 정체되었습니다. 그들의 빈곤은 그들과 더 번영한 지역 모두에게 장애물이자 위협입니다. 역사상 처음으로 인류는 그들의 고통을 덜어줄 지식과 기술을 가지고 있습니다... 그들의 더 좋은 삶에 대한 갈망을 실현할 수 있도록 우리는 평화를 사랑하는 사람들이 기술 지식의 저장소에 접근할 수 있어야 한다고 믿습니다... 우리가 생각하는 것은 민주적 공정 거래 개념에 기반을 둔 개발 프로그램입니다... 많은 생산은 번영과 평화의 열쇠입니다. 그리고 더 많은 생산의 열쇠는 현대 과학 및 기술 지식의 더 광범위하고 활발한 적용입니다."
1945년 이후로 개발 이론의 중요한 단계가 여러 개 있었다. Alexander Gerschenkron은 다른 것에 비해 경제 개발의 시초에서 국가가 덜 발전할수록 특정 조건이 발생할 가능성이 더 높다고 주장했다. 이런 이유로 모든 국가가 비슷하게 발전하지는 않는다. 1940년대부터 1960년대까지 근대화 이론에 따라 국가는 개발도상국의 개발을 촉진하는 데에 큰 역할을 했다. 이 기간에 이어 1970년대에는 인적 자본 개발과 재분배에 초점을 맞춘 기본적인 필요의 개발 기간이 짧게 있었다. 신자유주의는 1980년대에 자유 무역과 수입 대체 산업화 정책의 제거를 추진하면서 등장했다.
경제학에서, 경제 개발에 대한 연구는 국가의 제품 또는 상품 및 서비스의 생산물을 기반으로 한 전통적인 경제학의 확대에서 비롯되었다. 경제 개발은 사람들의 자격과 그들의 능력, 이환율, 영양, 독해력, 교육과 기타 사회 경제적 지표 등의 확대와 관련이 있었다. Keynesian의 경제학(정부 개입에 대한 옹호)과 신고전주의 경제학(개입 감소에 대한 강조)의 배경에서 태어난 떠오르는 고성장 국가(싱가포르, 한국, 홍콩)의 부상, 계획된 정부(아르헨티나, 칠레, 수단, 우간다)와 함께, 경제가 성장하는 방법에 대한 20세기의 해석 속에서 경제 개발과 더 일반적인 개발 경제학이 등장했다. 또한, 개발 경제학의 대표 기여자인 경제학자 Albert O. Hirschman은 경제 개발이 주로 아프리카, 아시아와 라틴 아메리카의 빈곤 지역에 집중되었지만 기초적인 아이디어와 모델이 많이 나오면서 성장하게 되었다고 주장했다.
특히, 인프라를 기반으로 한 개발을 지지하는 아시아인과 유럽인들은 떠오르는 국가에서 지속 가능한 경제 성장을 보장해주기 위해 교통, 주택, 교육, 의료에 대한 계획적이고 장기적인 정부의 투자가 필요하다고 주장했다.

## 경제 개발 목표
국가의 발전은 다른 개념과 연관되어 왔지만 대체적으로 생산성 향상을 통한 경제 성장, 시민의 선호도를 최대한 정확하게 나타내는 정치 시스템, 모든 사회에 대한 권리 확장을 포함한다. 이러한 과정은 경제, 정치, 사회 및 공공 행정을 관리하는 국가의 능력을 보여준다. 일반적으로 경제 개발 정책은 이러한 주제의 문제를 해결하려 한다.
이를 염두에 두고 경제 발전은 일반적으로 특정 경제 개발 프로그램의 결과라기 보다는 경제 발전의 원인이 될 수 있는 다양한 영역 또는 지표(문맹율, 기대 수명 및 빈곤율 등)의 개선과 관련이 있다. 예를 들어, 보건 및 교육 개선은 경제 성장과 밀접한 관련이 있지만 경제 발전과의 인과 관계는 분명하지 않을 수 있다. 어찌 됐든 특정 경제 개발 프로그램이 달성할 가능성이 거의 없는 목표를 설정하는 것이기 때문에 한 번에 많은 문제를 해결할 수 있다고 기대하지 않아야 한다. 모든 개발 정책은 제한된 목표와 점진적인 접근 방식을 설정하여 Prittchet, Woolcock 및 Andrews가 '조기 부하 베어링'이라고 부르는 것에 국한되지 않아야 한다.
특정 국가의 경제 개발 목표는 국가의 능력이 부족하여 달성이 불가능한 경우가 많다. 예를 들어, 국가가 보안 및 치안 또는 핵심 서비스 제공과 같은 기본 기능을 수행할 수 있는 능력이 부족하다면 자유 무역 지대를 육성하거나 취약한 사람들에게 백신을 배포하려는 프로그램은 불가능하다. 거의 성공하지 못한 채 다른 곳에서 '모범 사례'를 수행하려고 시도하는 여러 국제기구, 원조 프로그램, 심지어 참여하는 정부에서 간과한 것이다. 이 동형적 모방은 국가가 개발 목표를 발전시키지 못하는 '능력 함정'에 갇히게 만들 수도 있다. 이에 대한 예는 대외 원조의 일부 비판과 국가 발전을 돕기에 대한 성공율을 통해 볼 수 있다.
대외 원조 기부에 발생할 수 있는 인센티브 호환성 문제를 넘어서, 대외 원조 지원 국가는 경제 성장의 결과가 거의 없지만 재정 취약성의 문제가 있다. 이 원천으로부터 상당한 양의 수입을 올릴 수있는 정부는 해당 자원을 합법적으로 사용하라는 압력을 덜 받기 때문에 시민들에 대한 책임이 적다. 석유와 같은 천연 자원이 풍부한 국가처럼 정부 예산이 주로 외국 원조 기부로 구성되고 정기 세금이 아닌 국가는 효과적인 공공 기관을 개발할 인센티브를받을 가능성이 적다. 이것은 차례로 국가의 개발 노력을 약화시킬 수 있다.

## 경제 개발 정책
넓은 의미에서, 경제 개발 정책은 두 가지 중요한 영역을 포함한다.
- 가격 안정성, 높은 고용, 그리고 지속 가능한 성장 등의 광범위한 경제적 목표를 달성하기 위해 노력하는 정부. 여기에는 통화 및 재정 정책, 금융 기관 규제, 무역 및 세금 정책 등이 포함된다.
- 고속도로, 공원, 저렴한 주택, 범죄 예방, K-12 교육 등과 같은 인프라 및 서비스를 제공하는 프로그램.
- 사업 금융, 마케팅, 지역 개발, 인력 개발, 소규모 사업 개발, 사업 유지 및 확장, 기술 이전 및 부동산 개발에 대한 구체적인 노력을 통한 일자리 창출 및 유지. 이 세 번째 범위는 경제 개발 전문가의 주된 초점이다.
축소 통화 정책은 중앙 은행이 국가의 경제 성장을 늦추도록 활용하는 도구다. 예를 들어, 대출을 줄이기 위해 금리를 올린다. 미국에서는, 축소 통화 정책으로 인해 여성 실업률이 증가했다. Seguino와 Heintz는 실업률, 인종별 노동 참여, 연간 노동 시장 통계가 포함된 50개의 주마다의 패널 데이터 세트를 사용한다. 뿐만 아니라 축소 통화 정책을 위하여 은행에 부과되는 단기 금리인 연방 기금 금리를 활용한다. Seguino와 Heintz는 백인 여성과 흑인 여성의 실업률에 비해 연방 기금 금리가 1%포인트 인상될 때 미치는 영향이 각각 0.015와 0.043이라고 결론지었다.
경제 발전에 대한 이해가 높아지는 것은 지역 클러스터의 촉진과 대도시 경제의 번영 덕분이다. 요즘 글로벌 환경에서 위치라는 것은 매우 중요하고 경쟁 우위의 핵심이다.
국제 무역과 환율은 경제 발전의 핵심 문제다. 통화는 종종 낮게 평가되거나 높게 평가되어 무역 흑자 또는 적자를 불러일으킨다. 또한 세계화의 성장은 경제 발전을 국제 무역 및 글로벌 가치 사슬(GVC) 및 국제 금융 시장에 대한 참여 추세와 연결했다. 마지막으로, 금융 위기는 개발 도상국 경제에 큰 영향을 미쳤다. 경제학자 Jayati Ghosh는 다양한 금융 기관을 제공함으로써 개발 도상국의 금융 시장을보다 탄력적으로 만드는 것이 필요하다고 말했다. 이것은 또한 소규모 생산자에게 재정적 안정을 줄 수 있다.

### 조직
경제 발전은 고도로 전문화가 된 실무자의 전문 산업으로 발전하였다. 실무자들에게는 두 가지 중요한 역할이 있다. 하나는 정책 결정에 리더십을 제공하는 것이며 다른 하나는 정책, 프로그램 및 프로젝트를 관리하는 것이다. 경제 개발 실무자는 일반적으로 주, 지역 또는 지방 자치 단체의 공직 또는 지방, 지역, 주 또는 연방 세금으로 부분적으로 자금을 조달 할 수 있는 공공-민간 파트너십 조직에서 일한다. 이러한 경제 개발 조직은 개별 실체로 기능하며 경우에 따라 지방 정부 부서로 기능한다. 그들의 역할은 새로운 경제적 기회를 모색하고 기존 사업부를 유지하는 것이다.
경제 개발자와 협력하여 일하는 경제 개발이 주요 기능이 아닌 또다른 많은 조직이 존재한다. 여기에는 뉴스 미디어, 재단, 유틸리티, 학교, 의료 서비스 제공자, 신앙 기반 조직, 대학, 대학 및 기타 교육 또는 연구 기관이 포함된다.

## 개발 지표
경제학자와 지리학자들이 주어진 지역이나 국가의 상대적인 경제 발전을 평가하기 위해 사용하는 것에는 다양한 유형의 거시 경제 및 사회 문화적 지표 또는 "측정 지표"가 있다. 세계 은행의 "세계 개발 지표"는 국제 출처에서 매년 집계되며 국가, 지역 및 글로벌 추정치를 포함한다.

### 1인당 GDP – 증가하는 개발 인구
1인당 GDP는 국내 총생산을 연간 인구로 나눈 값이다. GDP는 경제의 모든 거주 생산자가 만들어낸 총 가치와 제품세를 더하고 제품의 가치에 포함되지 않은 보조금을 뺀 합계다. 조작된 자산의 감가 상각 또는 천연 자원의 고갈 및 저하에 대해 공제하지 않고 계산된다.

### 현대 교통
유럽 개발 경제학자들은 고속철도 인프라와 같은 현대 교통 네트워크의 존재가 국가 경제 발전의 중요한 지표를 구성한다고 주장했다. 이 관점은 BRTI 인덱스로 알려진 기본 철도 운송 인프라 인덱스를 통해 설명된다.

### GEM 및 GDI 소개
성 평등을 측정하는 데에 도움을 줄 수 있는 지표를 만들기 위해 UN은 GDI(Gender-related Development Index)와 GEM(Gender Empowerment Measure)이라는 두 가지 측정치를 만들었다. 이 지표는 1995년 UNDP 인간 개발 보고서에서 처음 소개되었다.

### GEM
GEM(성별 권한 부여 측정)은 여성의 경제적, 정치적, 직업적 이득을 포착하는 데 초점을 맞춘 다양한 지표를 집계하는 데 중점을 둔다. GEM은 소득 획득력, 전문직 및 관리직 점유율, 국회의원 점유율의 세 가지 변수로 구성된다.

### GDI
GDI(성별 개발 지수)는 인간 개발 성과의 성별 격차를 측정한다. 건강, 지식 및 생활 수준의 세 가지 변수를 통해 남성과 여성의 불균형을 반영한다.

## 커뮤니티 경쟁
경제 개발의 의도하지 않은 결과 중 하나는 오늘날 세계화된 사회에서 새로운 경제 개발 프로젝트를 위해 지역 사회, 주 및 국가 간에 치열하게 경쟁을 하는 것이다. 예를 들어 아마존이 두 번째 본사를 배치할 다음 위치를 찾고있을 때 전국의 도시와 지역이 아마존에 입찰을 제출하기 시작했다. 캐나다와 멕시코와 같은 다른 국가들도 승리를 위해 제안서를 제출했다. 사업을 유치하고 유지하기위한 투쟁으로 인해 세금 인센티브, 투자 자본, 토지 기부, 유틸리티 요금 할인 등과 같은 잠재적 인 비즈니스에 대한 다양한 경제적 인센티브를 사용함으로써 경쟁이 더욱 심화된다. IEDC는 경제 개발 조직이 경쟁하고 활기찬 커뮤니티를 유지하도록 돕기 위해 수행하는 다양한 활동에 많은 관심을 쏟는다.
또한 커뮤니티 자산을 다른 커뮤니티와 비교하기 위해 커뮤니티 프로파일링 도구 및 데이터베이스 템플릿을 사용하는 것도 경제 개발의 중요한 측면이다. 일자리 창출, 경제적 산출, 과세 기준의 증가는 가장 일반적인 측정 도구다. 측정을 고려할 때 일자리를 창출하지 않는다는 이유로 경제 개발자를 과하게 강조하였다. 그러나 현실은 경제 개발자가 일반적으로 일자리를 창출하는 것이 아니라 기존 비즈니스 및 신생 기업이 그렇게 할 수 있도록 프로세스를 촉진한다. 따라서 경제 개발자는 기업이 목표를 달성할 수 있도록 충분한 경제 개발 프로그램이 마련되어 있는지 확인해야 한다. 이러한 유형의 프로그램은 일반적으로 정책에 의해 만들어지며 본질적으로 전국적일 수 있다.

## 같이 보기
- 경제성장